# I Heard the Bells on Christmas Day

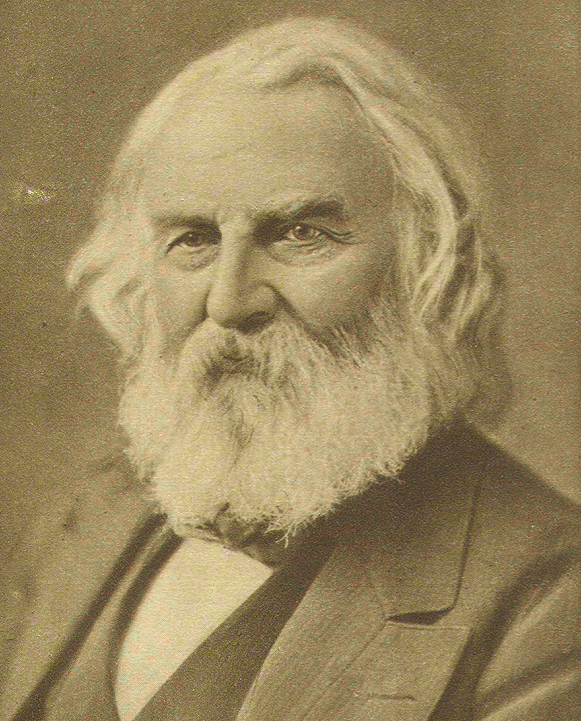
Henry Wadsworth Longfellow (1807-1882)

I Heard the Bells on Christmas Day (in italiano Ho sentito le campane il giorno di Natale) è una canzone natalizia, basata sulla poesia Christmas Bells, scritta dallo statunitense Henry Wadsworth Longfellow (1807-1882) nel 1863, nel pieno della guerra civile americana.
La poesia è stata successivamente musicata da numerosi autori con l'aggiunta di differenti melodie ed il brano è stato interpretato da vari cantanti, come Bing Crosby e Frank Sinatra.

## Poesia
Henry Wadsworth Longfellow scrisse la poesia Christmas Bells il 25 dicembre 1863: ad ispirarlo furono le condizioni del figlio, Charles Appleton Longfellow, a letto convalescente dopo essere stato ferito nella Battaglia di New Hope Church, nel corso della guerra civile americana.
Si tratta sia di una poesia a tema natalizio, che di una poesia contro la guerra: parla infatti di un Natale vissuto durante la guerra civile americana.
Il testo originale si compone di sette strofe, anche se, normalmente, nella versione cantata vengono tralasciate la quarta e la quinta strofa, vale a dire quelle che si riferiscono specificatamente solo alla guerra.
La poesia parla inizialmente delle campane che suonano a festa il giorno di Natale e cita l'espressione Pace in terra agli uomini di buona volontà. Poi mette questo dolce suono in contrasto con quello inquietante dei cannoni che risuona durante la guerra di secessione americana e si ha il dubbio che veramente ci sia pace in terra, pur con la speranza sempre viva che l'odio finisca.

## Brano musicale
Il primo a mettere il testo in musica fu, nel 1870, l'organista inglese John Baptiste Calkin, che utilizzò la sua melodia Waltham; altra melodia, meno comune, con cui in seguito fu accompagnato il brano è Mainzer, che era stata composta nel 1845 da Joseph Mainzer (1801-1851).
Nelle versioni più moderne, è invece comunemente utilizzata la melodia composta appositamente per il brano nel 1956 da Johnny Marks (1909-1985), autore di famose canzoni natalizie, quali Rudolph the Red-Nosed Reindeer, A Merry, Merry Christmas to You, Rockin' Around the Christmas Tree, A Holly Jolly Christmas.

### Testo
Questo il testo del brano senza la quarta e la quinta strofa della poesia originale:
I heard the bells on Christmas day

Their old familiar carols play,

And wild and sweet the words repeat

Of peace on earth, good will to men.

And thought how, as the day had come,

The belfries of all Christendom

Had rolled along the unbroken song

Of peace on earth, good will to men.

Till ringing, singing on its way

The world revolved from night to day,

A voice, a chime, a chant sublime

Of peace on earth, good will to men.

And in despair I bowed my head

"There is no peace on earth", I said,

"For hate is strong and mocks the song

Of peace on earth, good will to men."

Then pealed the bells more loud and deep:

"God is not dead, nor doth He sleep;

The wrong shall fail, the right prevail

With peace on earth, good will to men."

### Versioni discografiche
Il brano è stato inciso, tra gli altri, da:
- Ed Ames
- Harry Belafonte
- The Carpenters
- Johnny Cash (nell'album The Christmas Spirit del 1963)
- Casting Crowns (nell'album Peace on Earth del 2008, con arrangiamento particolare del leader del gruppo Mark Hall)
- Bing Crosby
- Sarah McLachlan
- Pedro the Lion
- Frank Sinatra
- Kate Smith
- Fred Waring and the Pennsylvanians